# Kimberly Whalen
Pour les articles homonymes, voir Whalen.
Kim Whalen est une actrice américaine.

## Filmographie
- 2011 : The Tree of Life
- 2013 : Body of Proof
- 2013 : Lookbook
- 2013 : Austin & Ally: Glamour Kitty
- 2013 : Jodi Arias: Dirty Little Secret
- 2013 : Perception
- 2013 : We Are Men
- 2014 : Intelligence : Samantha Royce
- 2014 : Surviving Jack
- 2016 : A Winter Rose
- 2014 : Dakotas Summer
- 2015 : Paradise Pictures
- 2015 : Code Black
- 2015 : Philadelphia
- 2017 : Being Mary Jane : Ava Winthrop
- 2017 : S.W.A.T. : Beth